# Peropteryx kappleri
El murciélago cariperro mayor (Peropteryx kappleri), también denominado murciélago de sacos de Kappler, es una especie de la familia Emballonuridae. Se encuentra en América Central y la mitad norte de Sudamérica.